# Willington (Tyne and Wear)
Willington – wieś w Anglii, w hrabstwie Tyne and Wear. Leży 8 km na północny wschód od centrum Newcastle i 399 km na północ od Londynu.